# Ciclismo en los Juegos Olímpicos de París 2024 – Madison masculino
La prueba de ciclismo en pista de madison masculino en los Juegos Olímpicos de París se llevó a cabo en París, Francia desde el 10 de agosto de 2024 en el Velódromo de Saint-Quentin-en-Yvelines de la ciudad de París.

## Formato de competición
La prueba de Madison en ciclismo de pista es una emocionante competencia de 30 minutos donde dos ciclistas por equipo compiten en un velódromo. Durante la carrera, los equipos acumulan puntos en sprints intermedios, que se realizan a intervalos regulares. Los ciclistas pueden intercambiar posiciones en cualquier momento, lo que añade un elemento estratégico crucial. Al final, el equipo con más puntos es declarado ganador. Esta disciplina destaca por su velocidad, resistencia y la necesidad de una comunicación efectiva entre los miembros del equipo, convirtiéndola en una de las pruebas más dinámicas del ciclismo olímpico.

## Horario
Todos los horarios están en UTC tiempo de Francia (+1 GMT)
| Fecha                       | Tiempo | Evento        |
| --------------------------- | ------ | ------------- |
| Sábado 10 de agosto de 2024 | 10:59  | Clasificación |
| Sábado 10 de agosto de 2024 | 12:00  | Finales       |

## Resultados

### Finales
- Los resultados finalizaron de la siguiente forma:[4]

| Posición | País            | Ciclistas                                  | Puntos totales |
| -------- | --------------- | ------------------------------------------ | -------------- |
|          | Portugal        | Iúri Leitão Rui Oliveira                   | 55             |
|          | Italia          | Simone Consonni Elia Viviani               | 47             |
|          | Dinamarca       | Niklas Larsen Michael Mørkøv               | 41             |
| 4.º      | Nueva Zelanda   | Aaron Gate Campbell Stewart                | 33             |
| 5.º      | Alemania        | Roger Kluge Theo Reinhardt                 | 23             |
| 6.º      | Japón           | Shunsuke Imamura Kazushige Kuboki          | 12             |
| 7.º      | República Checa | Denis Rugovac Jan Voneš                    | 12             |
| 8.º      | España          | Sebastián Mora Vedri Albert Torres Barceló | -5             |
| 9.º      | Reino Unido     | Oliver Wood Mark Stewart                   | -9             |
| 10.º     | Bélgica         | Lindsay De Vylder Fabio Van den Bossche    | -11            |

| Posiciones desde el 11.º hasta el 15.º | Posiciones desde el 11.º hasta el 15.º | Posiciones desde el 11.º hasta el 15.º | Posiciones desde el 11.º hasta el 15.º | Posiciones desde el 11.º hasta el 15.º |
| Posición                               | País                                   | Ciclistas                              | Puntos totales                         |                                        |
| -------------------------------------- | -------------------------------------- | -------------------------------------- | -------------------------------------- | -------------------------------------- |
| 11.º                                   | Francia                                | Thomas Boudat Benjamin Thomas          | -18                                    |                                        |
| 12.º                                   | Australia                              | Sam Welsford Kelland O'Brien           | -49                                    |                                        |
| 13.º                                   | Canadá                                 | Michael Foley Derek Gee                | No terminó                             |                                        |
| 14.º                                   | Austria                                | Raphael Kokas Maximilian Schmidbauer   | No terminó                             |                                        |
| 15.º                                   | Países Bajos                           | Yoeri Havik Jan-Willem van Schip       | Descalificado                          |                                        |